# Маріо Ерведоса
Маріо Ерведоса (28 травня 1998) — ангольський плавець. Учасник Чемпіонату світу з водних видів спорту 2017, де в попередніх запливах на дистанції 50 метрів брасом посів 48-ме місце і не потрапив до півфіналу.